# 羅坤泰
羅坤泰（14世紀—15世紀），號靜峯，江西吉安府吉水縣桃林鄉人，明朝政治人物。

## 生平
羅坤泰文學優長、熟練治體，是永樂十五年（1417年）舉人，次年（1418年）聯捷進士，獲授庶吉士，曾在元宵節觀燈會上賦詩讓明成祖喜悅，得賜鶉袍。之後他因事外遷廣德知州，期間公平正直，不受賄賂，又興建學校、獎勵生徒，去除弊政，平息民訟，州內稱平，任內去世。

## 引用
1. 1 2  光緒《吉水縣志·卷三十七·人物志》：羅坤泰，號靜峯，桃林人，登永樂戊戌進士，授翰林院庶吉士。時元宵觀燈上賦，成祖喜賜鶉袍；以事遷廣【德】州知州，卒於官，有遺愛。
2. ↑  光緒《吉水縣志·卷三十·選舉志》：永樂十五年丁酉鄉試 是科二十一人 ……羅坤泰
3. ↑  乾隆《廣德州志·卷二十七·職官志》：羅坤泰，吉水人，永樂戊戌進士，由庶吉士出知廣德州，文學優長、諳練治體、存心公直、不受私謁；新學校獎勵生徒，袪除弊政，民訟止息 《明一統志》 ，一郡稱平。 《通志》